# LOVE & HISTORY
「LOVE & HISTORY」（ラブ アンド ヒストリー）は、水樹奈々の4枚目のシングル。2002年5月1日にキングレコードから発売された。

## 解説
- 5thシングル『POWER GATE』と同時発売で、どちらも2002年第1弾作品となった。表題曲「LOVE & HISTORY」はPS2用ゲーム『GENERATION OF CHAOS Next 〜失われし絆〜』の主題歌となっており、2ndアルバム『MAGIC ATTRACTION』、初ベストアルバム『THE MUSEUM』にも収録されている。また、表題曲「LOVE & HISTORY」はPVが制作されており、PV集『NANA CLIPS 1』に収録されている。

- 自身初となるオリコンシングルランキングTOP100にランクインした曲である[1]。同時発売された5枚目のシングル『POWER GATE』も『LOVE & HISTORY』同様オリコンシングルランキングTOP100にランクインした[2]。
- 本作で、キングレコードでのデビューからプロデュースを担当していた住吉中のプロデュースが終了する。

## 収録曲
全作詞：村野直球 / 全編曲：牧野信博
1. LOVE & HISTORY [4:34]
  - 作曲：住吉中
  - PS2ゲーム『GENERATION OF CHAOS Next 〜失われし絆〜』主題歌
2. Summer Sweet [4:56]
  - 作曲：Takeshi
3. LOVE & HISTORY（vocalless ver.）
4. Summer Sweet（vocalless ver.）

## 収録作品
| 曲名           | 収録作品名                            | 作品種類           | 発売日        | 備考 |
| -------------- | ------------------------------------- | ------------------ | ------------- | ---- |
| LOVE & HISTORY | MAGIC ATTRACTION                      | オリジナルアルバム | 2002年5月1日  |      |
| LOVE & HISTORY | THE MUSEUM                            | ベストアルバム     | 2007年2月7日  |      |
| LOVE & HISTORY | NANA MIZUKI LIVEDOM-BIRTH- AT BUDOKAN | ライブ・ビデオ     | 2006年6月21日 |      |
| LOVE & HISTORY | NANA CLIPS 1                          | PV集               | 2003年1月22日 |      |